# Ptygonotus hocashanensis
Ptygonotus hocashanensis is een rechtvleugelig insect uit de familie veldsprinkhanen (Acrididae). De wetenschappelijke naam van deze soort is voor het eerst geldig gepubliceerd in 1974 door Zheng & Hang.